# Jaskinia Kalacka
Jaskinia Kalacka (Grota Kalatowska, Jaskinia Kalacka Wyżnia) – jaskinia położona w Dolinie Bystrej w Tatrach Zachodnich. Wejście do niej znajduje się na wschodnim zboczu Kalackiej Turni opadającym na polanę Kalatówki, powyżej Wywierzyska Bystrej, nieco powyżej znakowanego szlaku turystycznego do Doliny Kondratowej, na wysokości 1230 metrów n.p.m. Długość jaskini wynosi 405 metrów (w tym 60 metrów szacowanych), a jej deniwelacja 19 metrów.

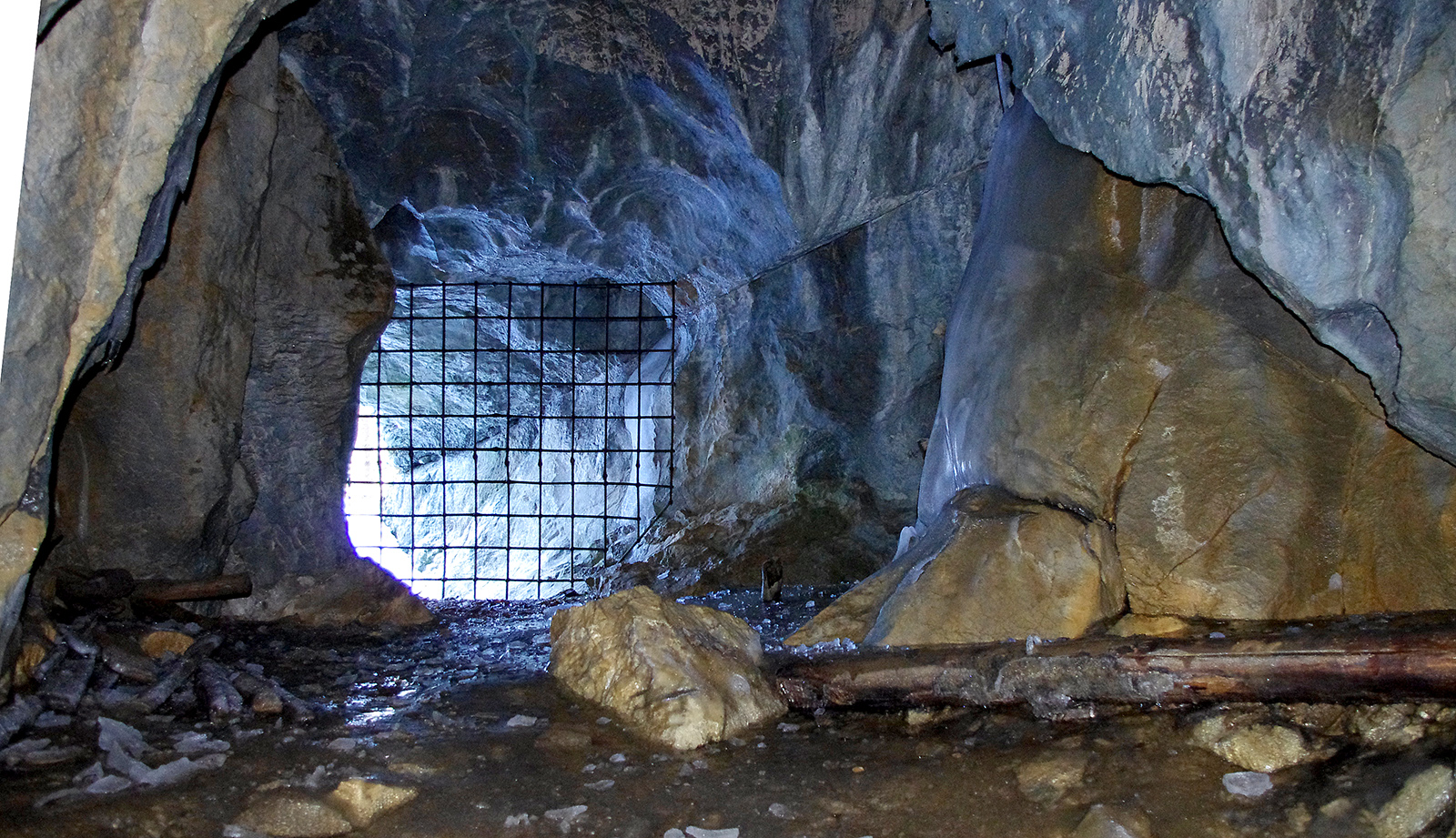
Komora Wstępna Jaskini Kalackiej

## Opis jaskini
Za obszernym otworem wejściowym (zamkniętym kratą) zaczyna się szeroki i poziomy, 30-metrowy korytarz nazwany Komorą Wstępną. Odchodzą od niego dwa boczne, niewielkie ciągi, w tym jeden przekopywany niegdyś przez robotników Stefana Zwolińskiego. Korytarz pod koniec stromo obniża się do miejsca, gdzie przeważnie jest wypełniony wodą. Miejsce to w latach trzydziestych XX wieku nazwano studnią i tutaj kończyła się znajomość jaskini. W rzeczywistości główny korytarz prowadzi nadal w dół i kończy się w dużej sali. Odchodzą z niej dwa boczne, niewielkie korytarzyki. Natomiast główny korytarz prowadzi przez zacisk (odchodzi tutaj 8-metrowy ciąg z jeziorkiem na końcu) do niewielkiej salki. Za nią korytarz rozwidla się. Na lewo idzie boczny ciąg, który przez małe jeziorko i zacisk prowadzi do małej sali. Główny ciąg idzie natomiast prosto do góry, dalej rozszerza się i tworzy Salę Rozsuniętą. Za nią korytarz zwęża się i dochodzi do pierwszego, a następnie drugiego syfonu. Po kilkudziesięciu metrach kończy się w dużej Sali za Przekopem. Stąd główny ciąg prowadzi do niewielkiej salki, następnie staje się ciasnym, szczelinowym korytarzem i kończy w zamulonym syfonie.

## Przyroda
Jaskinia razem z Jaskinią Bystrej i Jaskinią Dudnicą stanowi część systemu odwadniającego masyw Giewontu związanego z Wywierzyskiem Bystrej. Znajdują się w niej niewielkie jeziorka, a także liczne kałuże. W wielu miejscach znajdują się namuliska (częściowo przekopywane). Pomiędzy fragmentami zamulonymi występują partie, w których nie stwierdzono przepływu podziemnych potoków. Modelowały je bezpośrednio wody opadowe, dochodzące tu szczelinami z powierzchni. Świadczą o tym charakterystyczne pionowe rynny wymodelowane w ścianach. Gdy Dolina Bystra znacznie się obniżyła, wody z Jaskini Kalackiej popłynęły szczelinami do Jaskini Bystrej.
W jaskini można spotkać drobne stalaktyty, nacieki grzybkowe i polewy naciekowe. Zimują w niej nietoperze.

## Historia
Otwór wejściowy oraz znajdująca się za nim Komora Wstępna znane były od dawna i dawniej zwiedzane były przez turystów. Informację o tej jaskini podaje już Jan Gwalbert Pawlikowski w 1887 r. W 1911 w jaskini prowadził badania Eugeniusz Kiernik i znalazł w niej dobrze zachowane kości zwierząt, a w 1937 Stefan Zwoliński na stropie jaskini podpisy z datą 1822 r. Tenże S. Zwoliński przypuszczał, że przez Jaskinię Kalacką uda mu się dotrzeć do Jaskini Bystrej. W 1935 wraz z W. Goryckim i J. Dobieckim rozpoczął usuwanie osadów zawalających jej korytarz. W 1937 Zwoliński wynajął dwóch robotników, którzy odgruzowywali jaskinię, jak się jednak okazało był to tylko jej boczny, ślepy korytarz. Kontynuował prace przy pomocy E. Winiarskiego i 4-5 wynajętych robotników, prace przerwała jednak powódź i wody zalewające jaskinię. W 1943 od Jaskini Bystrej dzieliła Zwolińskiego odległość już tylko 20 m. W 1948 prowadził przy pomocy robotników odgruzowywanie jaskini na większą skalę. Wtedy też udało się przejść przez „studnię" i odkryć korytarze o długości 300 m. Nie udało mu się jednak znaleźć połączenia między Jaskinią Kalacką i Jaskinią Bystrej. 
Pierwszy dokładny plan i opis jaskini sporządził Kazimierz Kowalski w 1952 roku.
W 1958 r. Zbigniew Wójcik ocenił, że szczeliny łączące Jaskinię Kalacką z Jaskinią Bystrą są tak ciasne i tak zamulone, że istnieje jedynie nikła szansa w przyszłości na odkrycie lub przekopanie dogodnego przejścia między obydwoma jaskiniami.